# Susann Hebernigg
Susann Hebernigg (Estados Unidos, 1964) es una nadadora estadounidense retirada especializada en pruebas de estilo libre, donde consiguió ser subcampeona mundial en 1982 en los 4x100 metros estilo libre.

## Carrera deportiva
En el Campeonato Mundial de Natación de 1982 celebrado en Guayaquil (Ecuador), ganó la medalla de plata en los relevos de 4x100 metros estilo libre, con un tiempo de 3:45.76 segundos, tras Alemania del Este (oro con 3:43.92 segundos) y por delante de Países Bajos (bronce con 3:45.96 segundos).